# Streepmuizen
Streepmuizen (Rhabdomys) zijn een geslacht van knaagdieren uit de muizen en ratten van de Oude Wereld dat voorkomt van Kenia tot Angola en Zuid-Afrika. Dit geslacht is het nauwst verwant aan Desmomys binnen de Arvicanthis-divisie. Ze hebben een onderbroken verspreiding in koele graslanden. De oudste fossielen (uit Langebaanweg in Zuid-Afrika) stammen uit het Vroeg-Plioceen; daarnaast zijn er Pleistocene fossielen bekend uit Namibië en Zuid-Afrika.

## Taxonomie
In een artikel uit 1905 werd de morfologische variatie binnen het geslacht geanalyseerd, wat leidde tot de erkenning van vier verschillende vormen, die als ondersoorten werden beschouwd, hoewel de auteur al aangaf dat deze vormen mogelijk aparte soorten waren. Van toen af werd er slechts één soort erkend in dit geslacht. Een genetische analyse uit 2003 gaf echter aan dat er grote verschillen bestaan tussen minstens twee soorten: de streepmuis (R. pumilio), die in drogere graslanden voorkomt, en R. dilectus, die in nattere gebieden leeft. De streepmuis leeft in Botswana, Namibië, Zuidwest-Angola en het westen van Zuid-Afrika, R. dilectus van oostelijk Zuid-Afrika tot Angola en Kenia. Deze soorten verschillen ook in vachtkleur (R. dilectus is veel donkerder van kleur) en karyotype (R. dilectus heeft 2n=46-48 R. pumilio 2n=48.

## Kenmerken
Een duidelijk kenmerk van dit geslacht zijn de vier zwarte strepen op de rug. De rest van de rug is roodbruin tot donkergrijsbruin, de onderkant wit. De oren zijn rood- of geelbruin. Zoals bij veel knaagdieren is de bovenkant van de staart donkerder dan de onderkant. De totale lengte bedraagt 20 tot 26,4 cm, de staartlengte 8,5 tot 12 cm en het gewicht 32 tot 55 gram.

## Leefwijze
In zuidelijk Afrika is de paartijd meestal van september tot april, maar sommige populaties van R. pumilio planten zich ook in de winter voort. Na een draagtijd van 25 dagen worden tot negen (gemiddeld zes) jongen geboren. Jonge dieren kunnen zich na twee maanden voortplanten. Deze dieren zijn overdag actief. Het dier graaft holen, waarvan het de ingang verbergt. Ook bouwt het ronde nesten (12 cm lang, 9 cm hoog) bij de grond. Tijdens de paartijd vormen de dieren territoria.

## Soorten
Er worden 5 soorten in dit geslacht geplaatst:
- Rhabdomys bechuanae (O. Thomas, 1893)
- Rhabdomys chakae (Wroughton, 1905)
- Rhabdomys dilectus (de Winton, 1897)
- Rhabdomys intermedius (Wroughton, 1905)
- Rhabdomys pumilio (Sparrman, 1784) – Streepmuis

Abditomys · 
Abeomelomys · 
Aethomys · 
Anisomys · 
Anonymomys · 
Apodemus · 
Apomys · 
Archboldomys · 
Arvicanthis · 
Baiyankamys · 
Baletemys · 
Bandicota · 
Batomys · 
Berylmys · 
Brassomys · 
Bullimus · 
Bunomys · 
Canariomys · 
Carpomys · 
Chingawaemys · 
Chiromyscus · 
Chiropodomys · 
Chiruromys · 
Chrotomys · 
Coccymys · 
Colomys · 
Congomys · 
Conilurus · 
Coryphomys · 
Crateromys · 
Cremnomys · 
Crossomys · 
Crunomys · 
Dacnomys · 
Dasymys · 
Dephomys · 
Desmomys · 
Diomys · 
Diplothrix · 
Echiothrix · 
Eropeplus · 
Frateromys · 
Golunda · 
Gracilimus · 
Grammomys · 
Hadromys · 
Haeromys · 
Halmaheramys · 
Hapalomys · 
Heimyscus · 
Hybomys · 
Hydromys · 
Hylomyscus · 
Hyomys · 
Hyorhinomys · 
Kadarsanomys · 
Komodomys · 
Lamottemys · 
Leggadina · 
Lemniscomys · 
Lenomys · 
Lenothrix · 
Leopoldamys · 
Leporillus · 
Leptomys · 
Limnomys · 
Lorentzimys · 
Macruromys · 
Madromys ·
Malacomys · 
Mallomys · 
Malpaisomys · 
Mammelomys · 
Margaretamys · 
Mastacomys · 
Mastomys · 
Maxomys · 
Melasmothrix · 
Melomys · 
Mesembriomys ·
Micaelamys · 
Microhydromys · 
Micromys · 
Millardia · 
Mirzamys · 
Montemys · 
Mus · 
Musseromys · 
Mylomys · 
Myomyscus · 
Nesokia · 
Nilopegamys · 
Niviventer · 
Notomys · 
Ochromyscus · 
Oenomys ·
Otomys · 
Palawanomys · 
Papagomys · 
Parahydromys · 
Paraleptomys · 
Paramelomys · 
Parotomys · 
Paucidentomys · 
Paulamys · 
Pelomys · 
Phloeomys · 
Pithecheir · 
Pithecheirops · 
Pogonomelomys · 
Pogonomys · 
Praomys · 
Protochromys · 
Pseudohydromys · 
Pseudomys · 
Rattus · 
Rhabdomys · 
Rhynchomys · 
Saxatilomys ·
Serengetimys ·
Solomys · 
Sommeromys · 
Soricomys · 
Spelaeomys · 
Srilankamys · 
Stenocephalemys · 
Stochomys · 
Sundamys · 
Taeromys · 
Tarsomys · 
Tateomys · 
Thallomys · 
Thamnomys · 
Tokudaia · 
Tonkinomys ·
Tryphomys · 
Typomys · 
Uromys · 
Vandeleuria · 
Vernaya · 
Xenuromys · 
Xeromys · 
Zelotomys · 
Zyzomys